# Wiktor Pynzenyk
Wiktor Mychajłowycz Pynzenyk, ukr. Віктор Михайлович Пинзеник (ur. 15 kwietnia 1954 w miejscowości Smołohowycia obwodzie zakarpackim) – ukraiński polityk, profesor nauk ekonomicznych.

## Życiorys
Zawodowo związany z Uniwersytetem Iwana Franki we Lwowie. W 1989 obronił doktorat, w 1991 uzyskał profesurę.
Od 1990 do 2006 sprawował mandat poselski do Rady Najwyższej. W latach 1992–1997 (z przerwami) pełnił funkcje wicepremiera lub pierwszego wicepremiera i ministra gospodarki w różnych rządach. W okresie 2005–2006 był ministrem finansów w gabinetach Julii Tymoszenko i Jurija Jechanurowa.
W 1997 założył partię Reformy i Porządek, którą od tej pory nieprzerwanie kieruje. Działał w Bloku Nasza Ukraina, w 2006 organizował koalicję PRP-Pora, która nie przekroczyła progu wyborczego. W 2007 w imieniu swojego ugrupowania podpisał porozumienie z Blokiem Julii Tymoszenko, ponownie uzyskując mandat deputowanego.
W grudniu 2007 kolejny raz objął tekę ministra finansów w nowo powołanym rządzie. Złożył dymisję w lutym 2009. W 2010 opuścił swoje ugrupowanie. W 2012 powrócił do parlamentu z ramienia partii UDAR. Utrzymał mandat również w 2014 jako kandydat Bloku Petra Poroszenki.